# トンマーゾ1世 (サルッツォ侯)

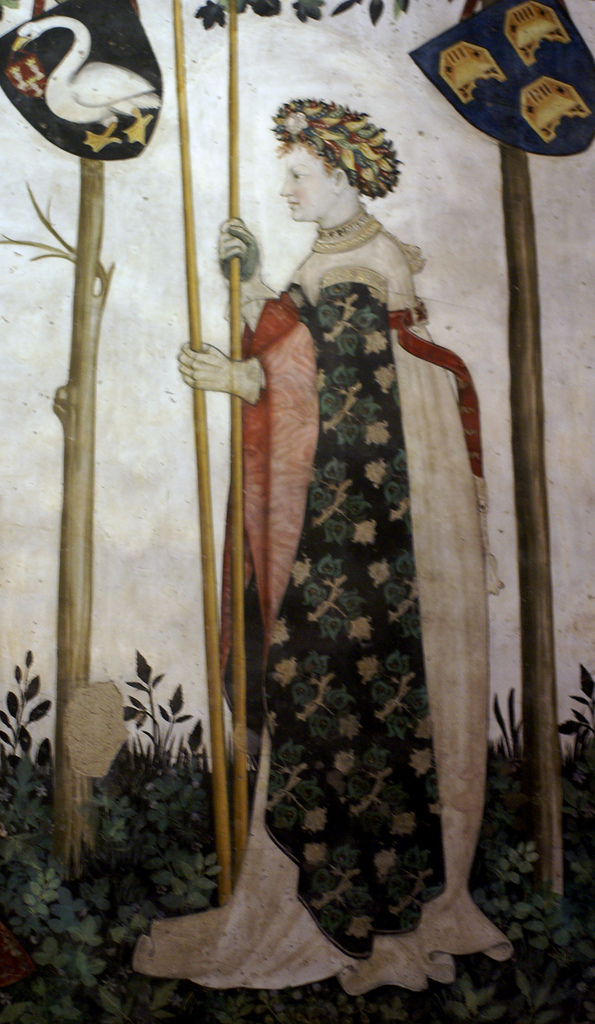
妃ルイーザ（アロイジア）・ディ・チェーヴァ

トンマーゾ1世（イタリア語：Tommaso I, 1239年 - 1296年）は、サルッツォ侯（在位：1244年 - 1296年）。サルッツォ侯マンフレード3世とベアトリーチェ・ディ・サヴォイアの息子。サヴォイア伯アメデーオ4世の外孫にあたる。

## 生涯
トンマーゾ1世の治世下でサルッツォは繁栄し、先祖が得られなかった威厳を手に入れた。トンマーゾ1世は2世紀にわたり変化がなかった領地を拡大させ、カルマニョーラを加えた。また、しばしばアスティと対立し、シャルル・ダンジューとそのイタリア王位継承の主張に対し立ちはだかった。トンマーゾ1世はその在位中にサルッツォを自由都市とし、トンマーゾの名の下に支配する執政長官（Podestà）をおいた。トンマーゾは自身の城と要塞（roccaforti）をしっかりと守り、また複数の町に新たに建設した。

## 結婚と子女
トンマーゾ1世はルイーザ（アロイジア）・ディ・チェーヴァと結婚し、以下の子女をもうけた。
- マンフレード4世（1262年 - 1340年） - サルッツォ侯[1]
- アリーチェ（1292年没） - 8代アランデル伯リチャード・フィッツアランと結婚[2]
- エレオノーラ（1265年以前 - 1315年以降） - サヴォーナ侯コッラード・デル・カッレットと結婚|
- ヴィオランテ（1339年以降没） - オピッツィーノ・スピーノラ（英語版）と結婚、ミラノ僭主ルキーノ・ヴィスコンティと再婚。
- フィリッポ（1324年10月没） - サルデーニャ総督。1292年にシビッラ・ディ・ペラルタ（1321年没）と結婚、1324年にアガルブルサ・ディ・セルベラと再婚。
- ジョヴァンニ（1272/6年 - 1329年以降） - ドリアーニ領主
- ボニファーチョ（1325年頃没） - 修道士
- ジョルジョ（1349年以降没） - 修道士
- ベアトリーチェ
- ルイージア
- アンナ - マンフレード・ベッカリアと結婚
- コスタンツァ - 修道女
- マルゲリータ（1313年以降没） - レヴェッロの修道女
- アリアーナ（1313年以降没） - レヴェッロの修道女
- カタリーナ（1313年以降没） - レヴェッロの修道女